# Тимофеева, Вера Васильевна
Вера Васильевна Тимофеева (25 июля (7 августа) 1915 г., ст. Верховье, Орловская губ. — 21 декабря 2003 г., Санкт-Петербург) — советский литературовед, доктор филологических наук, профессор, заместитель директора Института русской литературы (Пушкинский дом) АН СССР, главный редактор журнала «Русская литература», специалист по истории русской литературы XVII—XIX вв.

## Биография
Вера Васильевна Тимофеева родилась на станции Верховье Орловской губернии. Была старшим ребенком в многодетной семье, рано лишившейся матери. Окончила педагогический техникум. Работала в Здоровецкой неполной средней школе Ливенского района Орловской области. В 1938 г. окончила литературный факультет Курского педагогического института. Преподавала в педагогическом училище г. Ливны. До 1941 г. училась в аспирантуре ЛГПИ. Учеба была прервана войной. В 1940 г. вступила в ВКП(б). В 1941—1942 гг. заведовала библиотекой ленинградского госпиталя. С 1942 г. была инструктором, с 1943 г. — заведующей отделом пропаганды и агитации Куйбышевского РК ВКП(б) Ленинграда.
В 1947—1950 гг. училась в аспирантуре Академии общественных наук при ЦК ВКП(б). В 1950 г. защитила кандидатскую диссертацию «Большевистская партийность — основа эстетики Маяковского».
С 1950 г. — старший научный сотрудник Сектора советской литературы в ИРЛИ АН СССР. Заведовала аспирантурой, была членом Ученого совета ИРЛИ. В 1960—1965 гг. — заместитель директора ИРЛИ. В 1964 г. защитила докторскую диссертацию «Язык поэта и время: Поэтический язык Маяковского».
В 1967—1987 гг. — член редколлегии, затем главный редактор журнала «Русская литература».

## Награды
Награждена орденом «Знак Почета», медалями «За оборону Ленинграда», «За доблестный труд в Великой Отечественной войне 1941—1945 гг.».

## Научная деятельность
Сфера научных интересов — русская и советская литература первой половины XX в.
Основные работы связаны с творчеством В. Маяковского, М. Горького, русской поэзией серебряного века (поэтических группах 1910-х годов) и советской поэзией и прозой.
В монографии «Язык поэта и время. Поэтической язык Маяковского» (1962) и в защищенной на ее основе докторской диссертации на первый план выдвинут вопрос о социальных предпосылках формирования творческой индивидуальности. Активно привлекаются наблюдения над поэтической практикой современников Маяковского, рассматриваются существовавшие в 1910—1920-х годах концепции языка художественной литературы, а также некоторые факты, характеризующие развитие русского национального языка в эпоху революции.
В работе «Пути художественного исследования личности (Из опыта советской литературы)» (1975) рассматриваются проблемы формирования героя нового типа (в литературу приходят выходцы из рабочих и крестьянских слоев) и особенностей национального характера в ранней послеоктябрьской литературе, возникновение новой концепции личности и поиски литературы в этом направлении. Исследователь отмечает, что после революции проблема национального самосознания в литературе была оттеснена на второй план, поскольку первичными были темы, связанные с социально-классовыми вопросами.

## Основные работы
- Горький и Маяковский // Вопросы советской литературы. Сб. 1. Л., 1953.
- Из наблюдений над творческой работой В. Овечкина // Вопросы советской литературы. Сб. 6. М., 1957.
- Язык поэта и время. Поэтической язык Маяковского. М.-Л.: Изд-во Акад. наук СССР [Ленингр. Отд-ние], 1962. 318 с.
- Герой нашей эпохи // Герой современной литературы, М.-Л., 1963.
- Стиль поэта и эпоха. К дискуссиям о современном стиле // Время, пафос, стиль, М.-Л., 1965.
- Поэтические течения в русской поэзии 1910-х годов. Поэзия акмеизма и футуризма. Дореволюционное творчество В. Маяковского // История русской поэзии. Т. 2. Л., 1969.
- Русская советская поэзия. Традиции и новаторство 1917—1945 / под ред. В. В. Тимофеевой. Л.: Наука, 1972. 380 с.
- Пути художественного исследования личности (Из опыта советской литературы). Л.: Наука, 1975. 191 с.